# Polca
Polca is een afkorting voor: Paired-cell Overlapping Loops of Cards with Authorization, vrij vertaald: opdrachtkaarten voor in paren gerangschikte overlappende cellen.

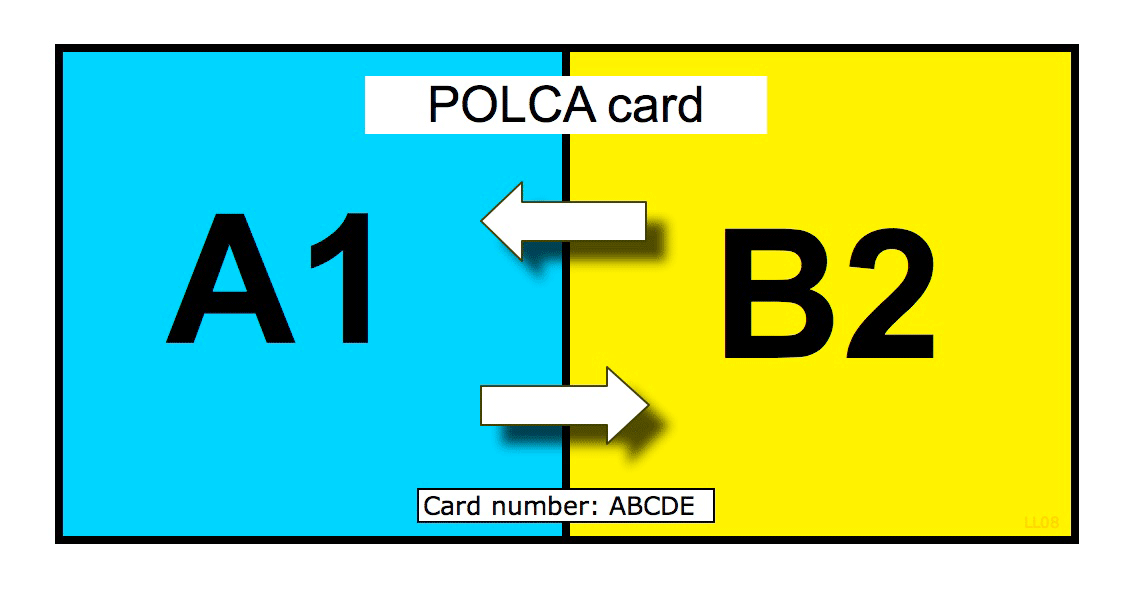
POLCA-kaart. A1 is de toeleverende productiecel. B2 is de ontvangende productiecel.

Polca is een MRP-systeem waarbij werkplekken, productiecellen of bewerkingsstations door de polcakaart, aan hun toeleveranciers te kennen geven dat ze gereed zijn om een nieuwe batch te ontvangen. Dit principe is onderdeel van pullproductie en wordt gebruikt in lean manufacturing.

## Werkingsprincipe

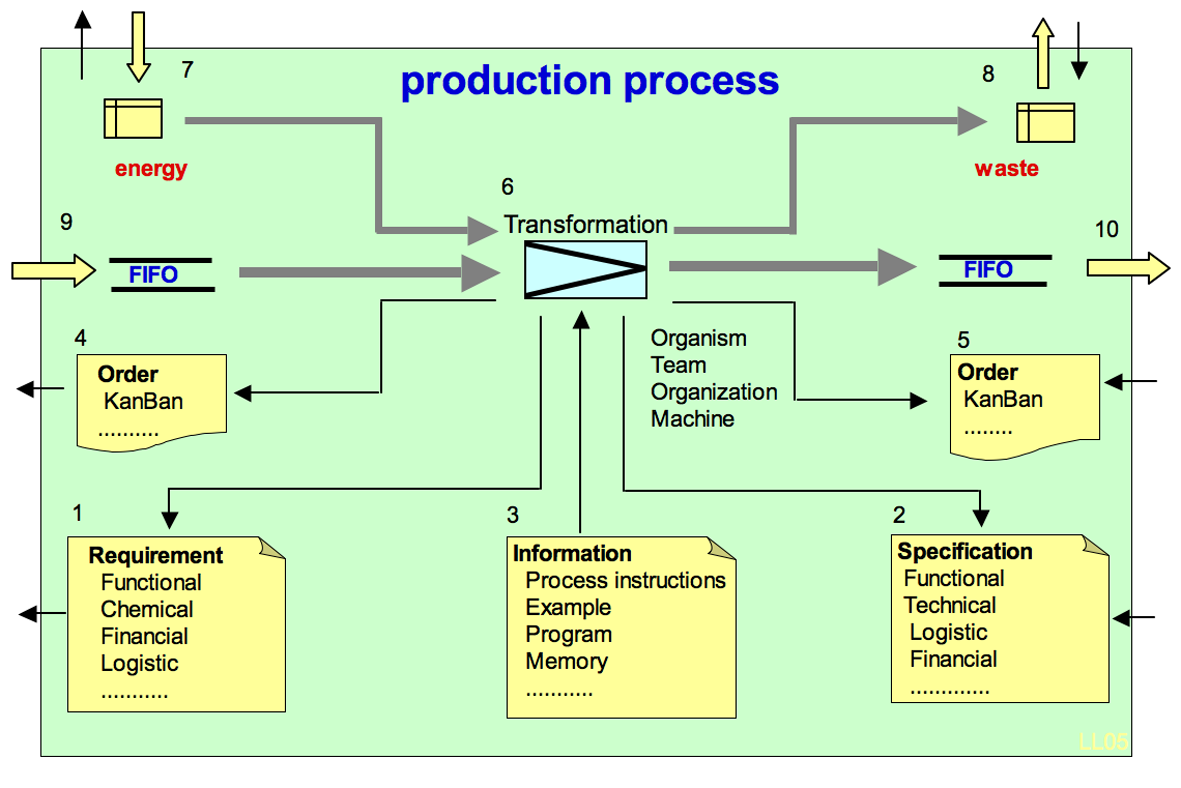
Model van het productieproces

Een productieproces, zie figuur, is opgedeeld in productiecellen. Elke productiecel produceert pas als de ontvangende cel toestemming geeft. Het principe is te vergelijken met de toeritdosering van een snelweg of met het in de luchtvaart vragen om toestemming om te mogen landen. Hiermee worden lange doorlooptijden (files) in de productie voorkomen. Het polcasysteem in werking lijkt op een polkadans: materiaalstromen ‘dansen’ door de productie.
De polcakaart is de melding (5) dat het product wat in de cel gemaakt wordt (10), ontvangen kan worden. Het is niet de melding dat met de productie gestart kan worden. Een ander opdracht (order)melding (5) is met het polcasysteem nodig om de productie te mogen starten. De polcakaart, zie figuur, meldt waar het product vandaan komt (A1) en waar het naartoe moet (B2).

## Verschil met kanban
Het polcasysteem is in 1998 door Rajan Suri bedacht, als een variant op het kanban-systeem. De kanban-opdracht geeft echter aan een toeleverende cel de opdracht om iets te doen. Bij het polcasysteem wordt slechts gemeld dat het product ontvangen kan worden.

## Voordelen
Door het gebruik van het polcasysteem wordt de werklast gelijkmatig over de productiecellen verdeeld. Hiermee wordt voorraadvorming (buffers) voorkomen, waardoor er een efficiënt productieproces ontstaat. De polcakaart stuurt de productieorders zodanig dat er op een bepaalde plek niet te veel werk aanwezig is terwijl ergens anders te weinig werk onderhanden is.

## Nadelen
Productieprocessen met samenstellingen, die uit veel onderdelen bestaan, zijn met het polcasysteem moeilijker te managen. Door met overkoepelende ERP-systemen te werken, is dit nadeel redelijk te beheersen.